# James Banner
James Banner (* 1991 in Dudley) ist ein britischer Jazz- und Improvisationsmusiker (Kontrabass, Komposition).

## Leben und Wirken
Banner studierte am Birmingham Conservatoire, am CNSM in Paris und am Jazz-Institut Berlin, wo er seinen Master of Music bei Greg Cohen und John Hollenbeck machte. Er lebt in Großbritannien und in Berlin.
Banner gründete sein Ensemble USINE mit Cansu Tanrıkulu, Declan Forde und Max Andrzejewski, das in Porträts und Mitschnitten von Deutschlandfunk Kultur und RBBKultur vorgestellt wurde und mit dem er 2018 das gleichnamige Album bei JazzHausMusik veröffentlichte, das sehr gute Kritiken erhielt. Gemeinsam mit Pianist Declan Forde ist er Kurator der Reihe Practically Married im Berliner Donau115. Bei den Leipziger Jazztagen 2018 trat er mit Anna-Lena Schnabel, Florian Weber und James Maddren auf, im Vortex Jazzclub mit Lina Nyberg, Laura Jurd und Daniel Karlsson, mit Vilde&Inga (gemeinsam mit John Hollenbeck, Tobias Delius, Declan Forde). Ferner wirkt er im Duo mit der Sopranistin Stephanie Lamprea. Im Trio mit Elias Stemeseder und Ugo Alunni entstand das bei Bandcamp veröffentlichte Album Wood/Guts (2018). Weiterhin gehört er zu Combos von Birgitta Flick (Color Studies, 2018), Jörg Hochapfel (Bruchgold und Koralle) und Tilo Weber (Faun Renaissance, 2020). Zudem ist er auf Mark Pringles Album A Moveable Feast (2014) und mit Alex Roth’s MultiTraction Orchestra auf Emerge Entangled (2020), aber auch auf Rachel Sermannis So It Turns zu hören.
Banner war Composer in Residence für das Gemeinschaftsmusik- und Kunstprojekt Make the Paint Dance und komponierte auch für die Two Rivers Concert Band, ein Blasorchester aus Ilkley in West Yorkshire.

## Preise und Stipendien
Als Komponist erhielt Banner das Elsa-Neumann-Stipendium der UdK/Hanns Eisler für sein Chorprojekt Voices of Berlin und wurde für sein Ensemble Usine mit dem Studiopreis der Berliner Senatsverwaltung ausgezeichnet. 2020 erhielt er das Kulturprojekt Berlin-Stipendium und 2021 erhielt er das GVL-Stipendium.

## Diskographische Hinweise
- James Banner’s Usine (JazzHausMusik, 2018)
- WOOD / GUTS (Bandcamp, 2018, mit Elias Stemeseder und Ugo Alunni)
- Practically Married feat. Will Howard and Jordan Dinsdale: Short Step (Bandcamp, 2020)
- Usine – How It Will Be After (Klaeng Records, 2022)